# Sărmașu
Sărmașu je rumunské město v župě Mureș. Žije zde přibližně 6 200 obyvatel. Administrativně k městu náleží  i sedm okolních vesnic.

## Části
- Sărmașu – 3 198[2] obyvatel
- Balda – 1 087 obyvatel
- Larga – 55 obyvatel
- Moruț – 84 obyvatel
- Sărmășel – 654 obyvatel
- Sărmășel-Gară – 659 obyvatel
- Titiana – 24 obyvatel
- Vișinelu – 425 obyvatel